# Notoxenoides dentata
Notoxenoides dentata är en kräftdjursart som beskrevs av Menzies och George 1972. Notoxenoides dentata ingår i släktet Notoxenoides och familjen Paramunnidae. Inga underarter finns listade i Catalogue of Life.